# Cucina sudsudanese
La cucina sudsudanese comprende i cibi e le pratiche culinarie del Sudan del Sud; essa è basata prevalentemente sui cereali (in particolare mais e sorgo) e include, come alimenti ricorrenti, anche igname, patate, verdure, legumi (soprattutto fagioli, lenticchie e arachidi), carne (di capra, montone, pollo e pesce in vicinanza di fiumi e laghi), gombo e vari tipi di frutta. La carne viene generalmente bollita, grigliata o essiccata. La cucina sudsudanese è ampiamente influenzata dalla cucina araba.

## Piatti tipici
- Kisra, pane di sorgo, considerato piatto nazionale[3]
- Mandazi, pane fritto e pastellato[4]
- Wala-wala, un porridge a base di miglio
- Asida, un porridge di sorgo[1]
- Gurassa, un particolare tipo di pane lievitato
- Kajaik, uno stufato di pesce[1]
- Ful sudani, un dolce a base di arachidi[1]
- Tamia, una tipologia locale di falafel
- Ful medames, piatto tipico di Sudan, Sudan del Sud e altri Paesi dell'area, a base di fagioli stufati[1]
- Combo, piatto a base di spinaci, burro di arachidi e pomodori[5]
- Zuppa di carne di capra
- Molokhia, una pianta simile alla malva con cui vengono preparati stufati e zuppe[6]

## Bevande tipiche
- Caffè[1]
- Carcadè, un infuso prodotto a partire dal fiore dell'Hibiscus sabdariffa[1]

Fino al 2016, anno in cui è andato in bancarotta, esisteva un birrificio sudsudanese, Southern Sudan Beverages Limited; esso produceva tre diversi tipi di birra, tra cui la White Bull Lager.

## Galleria d'immagini

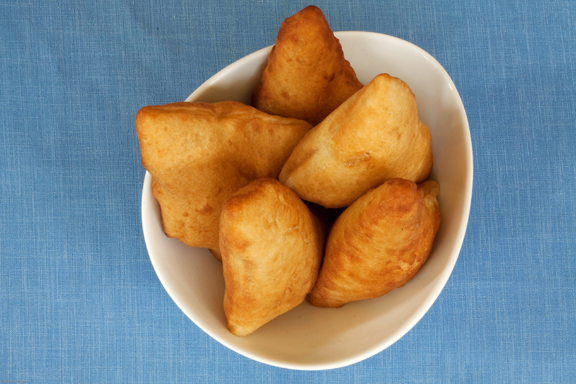
Mandazi
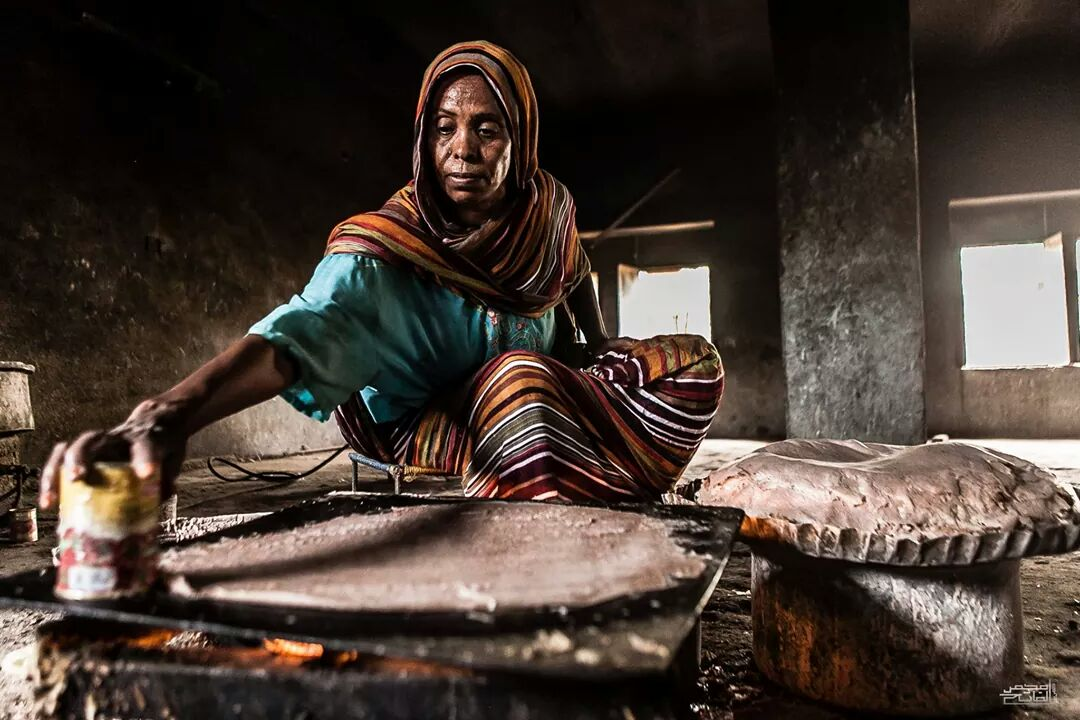
Preparazione del kisra
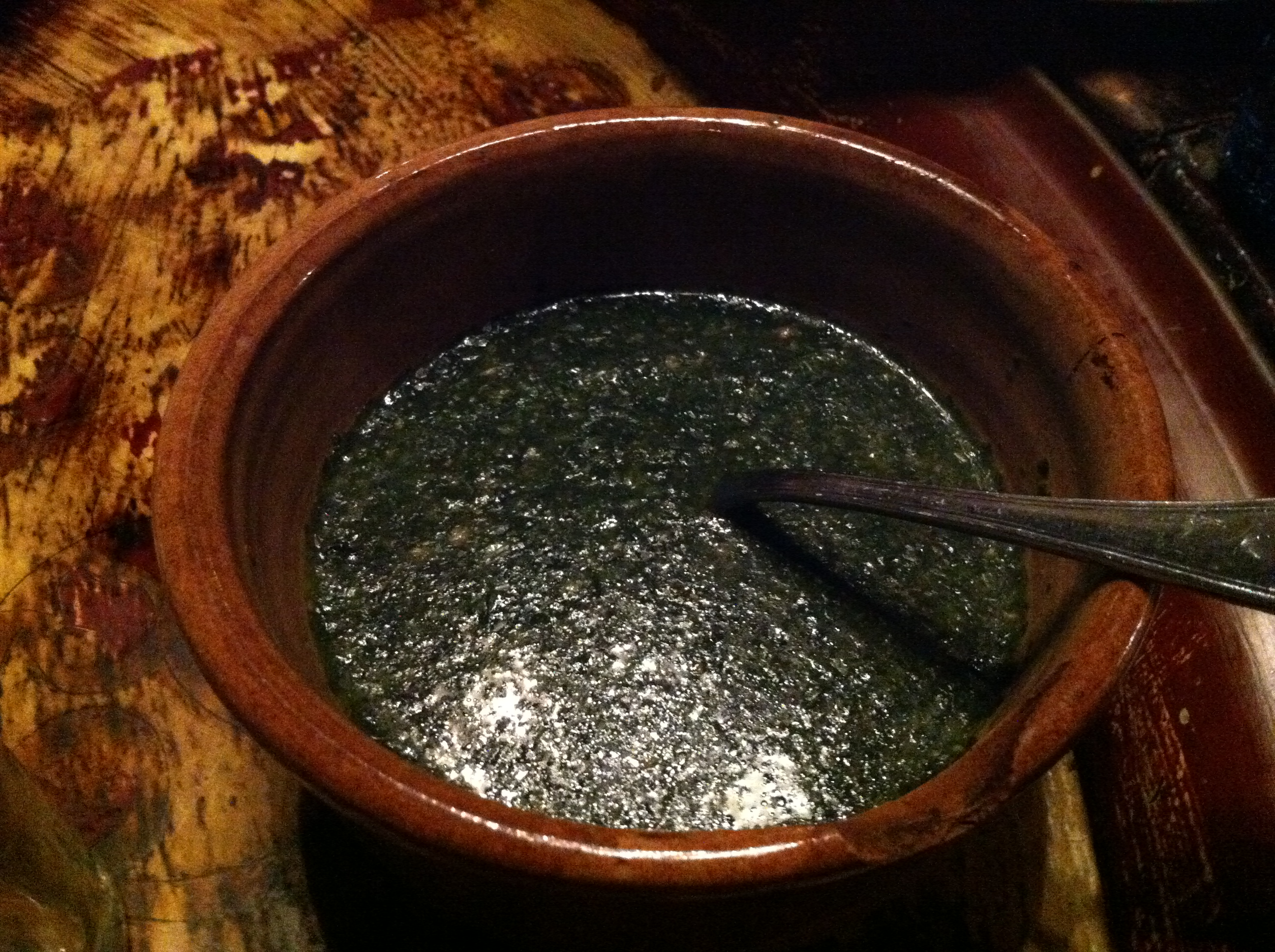
Molokhia
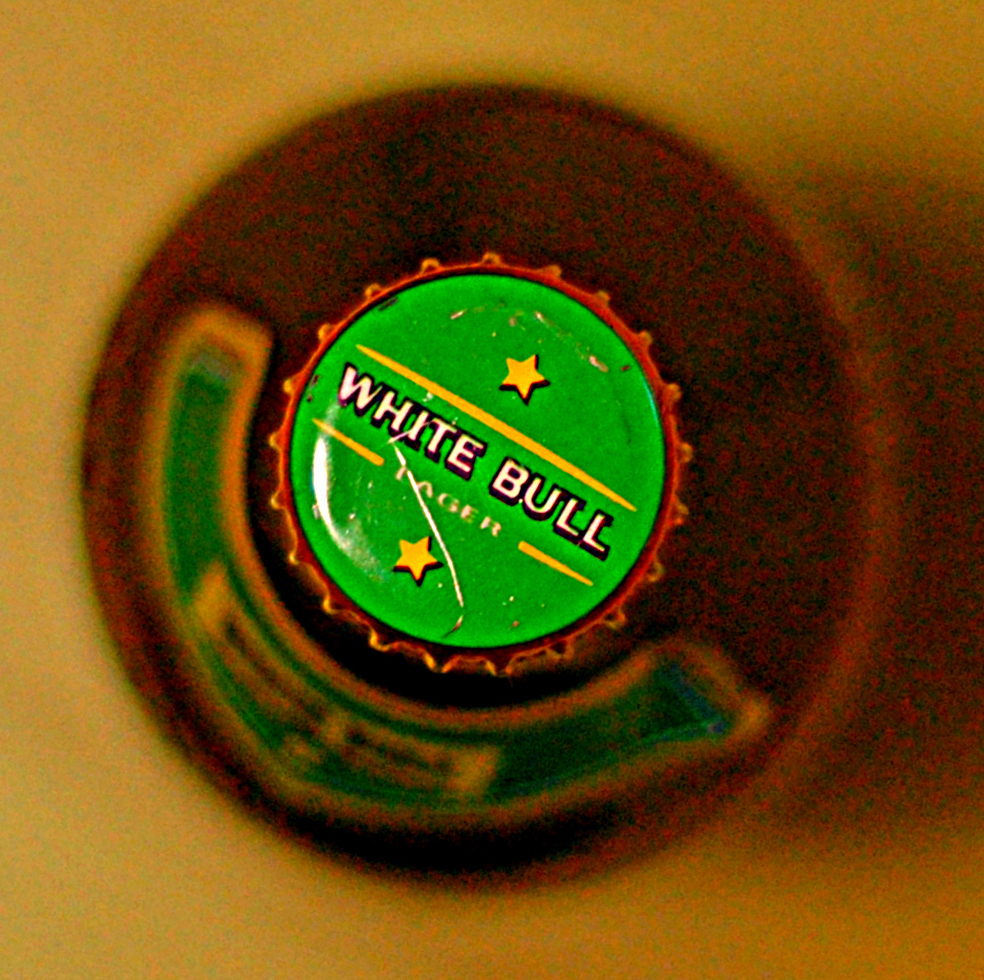
White Bull Lager